# Ваду (Констанца)
Ваду (рум. Vadu) — село у повіті Констанца в Румунії. Входить до складу комуни Корбу.
Село розташоване на відстані 209 км на схід від Бухареста, 31 км на північ від Констанци, 121 км на південний схід від Галаца.

## Населення
За даними перепису населення 2002 року у селі проживали 704 особи, з них 702 особи (99,7%) румунів. Рідною мовою 701 особа (99,6%) назвала румунську.